# Герб Кубані
Герб Кубані — герб державних утворень та адміністративних одиниць в межах українського історико-етнографічного регіону Кубань.
Опис: козак на острові тримає у правиці рушницю, у лівиці — прапор із лицарським хрестом.

## Історія

### Чорноморські козаки

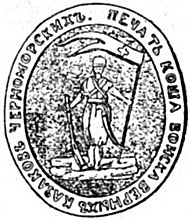
Печатка Чорноморських Козаків з кінця XVIII ст.

Першими символами чорноморців, очевидно, були повернені царським урядом запорозькі клейноди. Проте, відчуття відірваності від старих запорозьких земель породжує необхідність зміни символіки, що відбилося у гербі козацького війська на військовій печаті: запорозький герб «козак з самопалом» було модифіковано в новий — «чорноморця». Відмінність полягала у тому, що «чорноморець», який стоїть на острівку землі, спирає самопал на землю правицею, а лівою — тримає прапор з хрестом. Композиція символізувала місію чорноморців — стати охороною християнському світу на нових землях (острівець):
|  | …печатка чорноморського Війська чи вірніше, печатка коша Війська вірних козаків Чорноморських, як вона офіційно називалася, походить по суті, безумовно від печатки військової запорозької. Запорожці здавна мали у себе військову печатку і раніше решти Козацтв володіли власним гербом […] По переході запорожців, після ліквідації Січі у 1775 р., на Кубань і після утвердження їх на нових землях як Чорноморських козаків, виникає у цього козацтва печатка, зображення на якій, правда, у трохи зміненому виді, повторює традиційне зображення печатки і герба колишніх запорожців. |

Великий герб Кубані (проєкт М. Битинського).

За даними українського геральдиста Миколи Битинського, крім загального герба «чорноморець» Чорноморське козацьке військо мало герби округ, на трьох з яких зберігається традиція зображувати модифікованого «козака з самопалом»:
- Бейсузька округа — на блакитному тлі срібні звернені один до одного головами донизу соми.
- Григоріївської — у золотому полі на чорному коні в червоному одязі із срібною шаблею та рушницею в чорному чохлі козак.
- Єйська округа — у зеленому полі козак у червоній черкесці, чорних штанях, чоботах і шапці, з чорною рушницею (фактично «чорноморець» без прапора).
- Катеринодарська округа — у срібному полі козак у червоному одязі стріляє з мушкета, що спертий на соняшник.
- Таманська (Фанагорійська) округа — у чорному полі на блакитних хвилях золотий човен зі срібним вітрилом на золотій щоглі[1].

У 1848—1849 роках плановими заходами царський уряд надав герби для Тамані та Катеринодара.

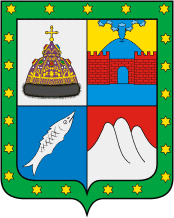
Герб Таманської.

Історичний герб Тамані, затверджений 30 січня (11 лютого) 1848 року. Опис герба:
|  | Щит з лиштвою почетвертовано: у першому срібному чвертьполі пурпурова із золотими прикрасами і дорогоцінним камінням княжа корона, на верху якої золотий хрест; у другому золотому — червона приморська твердиня над водою перед сопкою з вогнем; у третьому блакитному — срібна риба; в четвертому червоному — три бугри солі; у зеленій лиштві — 21 золота зірка, що вказують на чисельність козачих станиць в Таманській окрузі. |

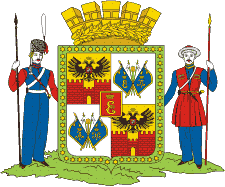
Герб Катеринодара.

Історичний герб Катеринодара, затверджений 14 (26) вересня 1849 року. Опис герба:
|  | Щит з лиштвою почетвертовано: у першому і четвертому золотому чвертьполях — фортеця червоного кольору, над якою чорний двоголовий орел, що має на грудях Московський герб; у другому і третьому срібному чвертьполях — по два навхрест покладених прапори блакитного кольору з вензелями імператриці Катерини II, імператора Павла I, Олександра І і Миколи I; між прапорів отаманська булава і два бунчуки; у червоному щитку вензель імператриці Катерини II і 1794 рік; на зеленій лиштві 59 золотих зірок, що показують чисельність козачих станиць у Чорноморському війську. Над щитом золота міська корона; щит підтримують два Чорноморські козаки: з правого боку — одягнений в давній однострій, а з лівого — в теперішній. |

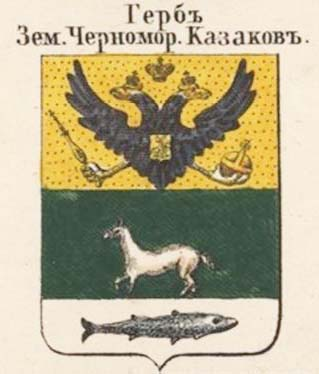
Герб земель чорноморських козаків (1859).

У «Докладному атласі Російської Імперії» Микити Зуєва (1859) показаний такий герб Землі війська Чорноморського: щит пересічено, у верхньому золотому полі чорний російський імперський двоголовий орел, в нижньому зеленому полі срібний кінь (коза, олень), в срібній основі — риба (осетер?). Ймовірно, зображення тварини походить від паланкової символіки запорожців, яку могли перенести на нове місце козаки: на печатці Кодацької паланки зображено коня, Бугогардівської — коза. Певні паралелі є і в символіці Донського козацького війська — олень.

### Кубанські козаки

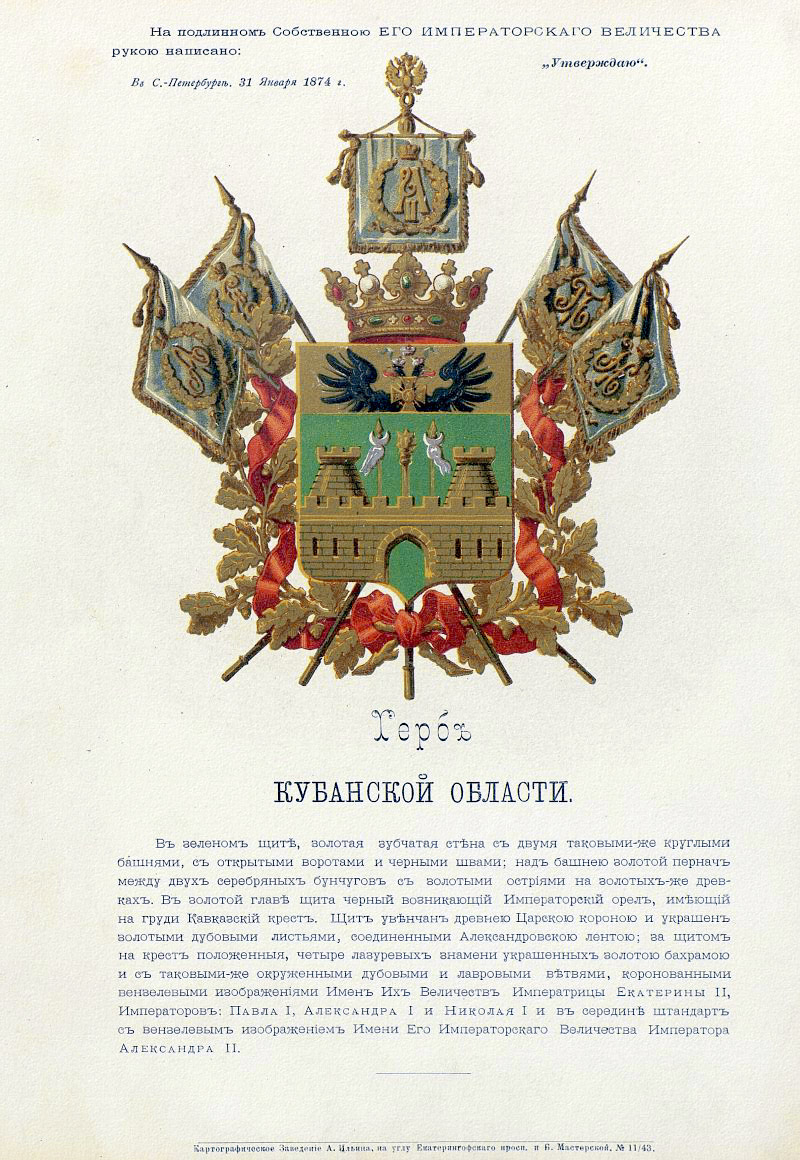
Герб Кубанської області (1874—1918).

Кубанське козацьке військо постало 1860 року злиттям Чорноморського козацького війська зі західною частиною Кавказького Козацького Лінійного Війська, котре переважно складалося з нащадків донських козаків.
Герб Кубанської області, було затверджено 31 січня (12 лютого) 1874 року:
|  | У зеленому щиті золотий зубчастий мур з двома такими ж круглими вежами, з відкритими воротами і чорними швами; над муром золотий пірнач між двох срібних бунчуків з золотими вістрями, на золотих древках. В золотій главі щита виникає чорний імператорський орел, що має на грудях Кавказький хрест. Щит увінчано давньою царською короною і прикрашено золотим дубовим листям, що поєднані олександрівською стрічкою; за щитом навхрест покладено чотири блакитних прапори, що прикрашені золотою бахромою і з такими ж оточеними дубовими і лавровими гілочками, коронованими вензелями Катерини II, Павла I, Олександра I і Миколи I і в середині штандарт з вензелем Олександра II |

### Кубанська народна республіка

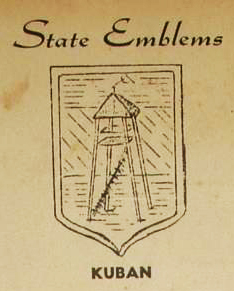
Герб Кубанської народної республіки

1917 року на Кубані сформувалася автономна влада (Рада й уряд), що була очолена представниками козацького війська і місцевими лібералами. Вона старалася будувати автономну державу, Кубанську Народну Республіку.
5 грудня 1918 року було затверджено новий герб війська і Кубанського краю. Головною його фігурою була «вишка» — традиційна дерев'яна сторожова вежа кавказьких козаків.
Існує кілька варіантів цього герба, котрий, ніколи не був остаточно оформлений. Перед вежею або під нею можуть бути схрещені запорізька шабля та кавказька шашка. Новий герб змістовно перегукується з «чорноморцем» — в обох гербах присутня ідея захисту рідної землі.
Герб з вежею, шаблею та шашкою став головним елементом нагород учасника звільнення Кубані від більшовиків: хреста «Порятунок Кубані» двох ступенів, медалі «За звільнення Кубані» двох ступенів.

### Міжвоєнна еміграція

Великий герб України за Битинським.

1939 року, в передчутті важливих світових змін, з надією на відродження незалежної України на замовлення уряду УНР в екзилі художник Микола Битинський створив комплекс символів України — великого, середнього й малого державних гербів. Лейтмотивом цієї праці — стала соборність українських земель, що на час створення проектів перебували в складі різних державних утворень: УРСР, РРФСР, Чехословаччини, Польської республіки, Румунського королівства. Середній і великий герб містив герб Кубані.

### Колаборанти

Нарукавний щиток кубанських полків кавалерійського корпусу СС.

Після перемоги більшовиків у 1920—1921 рр. кубанське козацьке військо було ліквідовано, від початку 1930-х рр. тут розгорнулася особливо жорстока сталінська політика репресій та денаціоналізації. Можливо саме тому під час Другої світової війни багато кубанських козаків та інших кубанців служило в окремих козацьких частинах німецької армії. Вони носили нарукавні відзнаки й кокарди подібні до інших козацьких формувань: Донських, Терських і Сибірських. З опублікованих протягом і після війни джерел відомі чотири варіанти кубанського нарукавного щитка. При цьому слід зазначити, що лише четвертий, кінцевий тип з'являється на фотографіях з років війни. Можливо, що жовта й зелена барви двох перших нашивок взяті з кубанського герба 1874 р. Червона барва на двох інших варіантах нагадує традиційні лампаси на мундирах. Четвертий — червоно-чорний щит — символізує червоний (малиновий) лампас на чорній або темно-сірій кавказькій черкесці.
Червоно-чорний щит був запроваджений під час реорганізації козацьких частин німецької армії в 1943—1944 рр. і створення Козацького кінного корпусу, до складу якого входили 3-й і 4-й Кубанські полки. Разом з ним запроваджено офіцерську й солдатську червоно-чорні кокарди (цікаво, що аналогічне поєднання кольорів використовувала УПА). Фотографії засвідчують, що в кубанців був і червоно-чорний прапор, кольори якого розташовувалися як і на нарукавній нашивці. Існувало й кілька інших відзнак, запроваджених у дрібніших кубанських частинах, що не належали до корпусу (наприклад: червоні нарукавні щитки, на яких одна, дві, три або чотири діагональні білі смуги).

### Повоєнна еміграція

Герб Кубанської народної республіки (одна із еміграційних версій).

У період 1945-90 рр. кубанські емблеми існували тільки в еміграції. Це були синьо-малиново-зелений прапор і герби 1792-го (представники української еміграції вихідців з Кубані), 187-го (монархісти), 191го років (автономісти).
Ярослав Лебединський згадує про цікавий еміграційний варіант герба 1918 р.: щит розтятий, у правому срібному полі — запорожець-чорноморець у малиновому жупані й синіх шароварах стоїть на зеленій землі й тримає рушницю та малиновий прапор з білим хрестом; у лівому полі — герб 1918 р.; внизу зображений золотий півмісяць.
На Великому гербі Козакії (запланованого в емігрантських колах державного утворення на уламках СРСР), герб Кубані мав такий опис: щит двічі розтято на синю, малинову та зелену смугу. Малинова смуга, що становить 1/2 ширини, обтяжена золотою козацькою вежею, двома срібними козацькими шаблями обабіч вежі та золотим півмісяцем догори рогами в основі. Серцевинний срібний щит містить чорноморця у малиновому жупані й шароварах, що стоїть на зеленій землі й тримає рушницю та малиновий прапор з білим хрестом.

### Сучасність

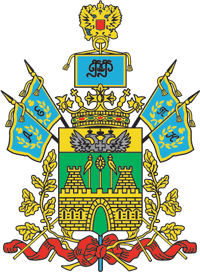
Герб Краснодарського краю (1995—2004).

На початку козацького відродження у 1990—1991 рр. різні козацькі організації відновили синьо-малиново-зелений прапор і герб 1874 р. Важливу роль козацтва у місцевому житті пояснює прийняття дещо змінених варіантів цього прапора й герба як офіційних символів Краснодарського краю. Детальні описи подає краєвий закон від 24 березня 1995 р. Герб відрізняється від варіанта 1874 р. літерами «Р. Ф.» (тобто Російська Федерація) замість вензеля імператора Олександра II на штандарті, який завершує композицію.

Герб Краснодарського краю (від 2004 року).

Новий герб Краснодарського краю затверджений 23 червня 2004 року. Опис: у зеленому щиті золота зубчаста стіна, мурована чорним, із двома такими ж круглими вежами й відкритими воротами. Між веж через стіну виходять золотий пірнач і по сторонах від нього два срібні бунчуки із золотими вістрями й на золотих ратищах. У золотій главі щита виникає Російський імператорський орел, (чорний двоголовий, із золотими дзьобами й червоними язиками), що увінчаний натуральними імператорськими коронами, з яких середня більша й має лазурові (сині, блакитні) стрічки, що несе на грудях Кавказький хрест, (хрест із мечами «За службу на Кавказі»). Щит увінчаний князівською короною (шапкою) і штандартом з вензелем Олександра II із наконечником  Російським імператорським орлом. По сторонах за щитом навхрест покладено чотири лазурових прапори із золотим зображенням коронованих вензелів імператриці Катерини II й імператорів Павла I, Олександра I і Миколи І, оточених такими ж дубово-лавровими вінками. Ратища штандарта й прапорів лазурові, наконечники, китиці на шнурах і бахрома штандарта, прапорів і підтоки — золоті. Ратища штандарта й прапорів перевито двома стрічками орденів Леніна, що з'єднані під щитом в бант.
В цілому герб символізує правий фланг Кавказької лінії — системи військових споруд, створених при імператорах Катерині II, Павла I, Олександра I, Миколи I, Олександра II для захисту південних рубежів Росії, її боротьби проти Туреччини та Персії за Кавказ. Пірнач і бунчуки, як знаки влади у козаків, символізують активну участь козаків, що переселилися на Північний Кавказ, в охороні Кавказької лінії й у битвах з турками і персами.
Вибір дореволюційного герба з орлами, короною та імператорськими вензелями, а не герба-вежі автономної Кубані чи герба-козака давніх чорноморців вказує, які орієнтації панують нині серед кубанського козацтва та в керівних колах Кубанського краю.